# Autorretrato (Méret Oppenheim)
Autorretrato é uma obra da artista plástica e fotógrafa suíça Méret Oppenheim conservada na prestigiosa Galeria dos Autorretratos da Galeria Uffizi, em Florença. 

## Descrição e Análise
Neste autorretrato imortal — tantas vezes reiterado como um cântico visual à finitude —, a artista, já atravessada pela última luz de sua longa travessia, longe de velar os sulcos da idade, celebra-os como se fossem vestígios sagrados de sua passagem terrena. Sobre a epiderme amadurecida, desenha linhas de cores vivas, quais grafismos indígenas ancestrais, ecoando o rito das tatuagens tribais que, mais que adornos, são inscrições do destino.
Ergue-se, assim, diante de nós, não como mera mortal, mas como hierofante de sua própria existência: uma sacerdotisa que, através do olhar fulgurante e sereno, rompe o véu dos dias e se inscreve na eternidade. Ali, entre o peso dos anos e a leveza do espírito, ela se oferece à contemplação — ícone da beleza inapagável que apenas o tempo, com sua mão inexorável, sabe forjar.
Oppenheim abandona os artifícios da representação tradicional e entrega-se ao espaço pictórico como quem atravessa um espelho — onde o íntimo e o estranho, o real e o onírico, o eu e o outro, se entrelaçam numa tessitura indissolúvel.
Nada em sua postura é gratuito: cada inflexão do rosto, cada sombra, cada silêncio cromático alude a uma reflexão sobre o corpo e seu duplo, sobre a construção da feminilidade e sua desconstrução poética. Não há adornos supérfluos, nem concessões à vaidade. A artista surge sóbria, quase ascética, como se extraísse sua força do próprio esvaziamento, da recusa das máscaras impostas pela sociedade.
Nesta obra, Oppenheim — aquela que dera vida a sonhos tácteis nos objetos surrealistas — depura-se de toda matéria acessória para confrontar-nos com uma presença rarefeita, uma essência onde vibra, ainda, o eco dos ideais da juventude rebelde, sublimados agora pela consciência da inexorabilidade do tempo. Seu autorretrato torna-se, assim, uma declaração silenciosa e poderosa: um gesto de afirmação da existência feminina, insurgente e livre, no âmago de uma história da arte ainda saturada de olhares alheios.